# Valentín Pizarro Gómez
Valentín Pizarro Gómez (Ciudad Real, Castella-la Manxa, 14 d'agost de 1981) és un àrbitre de futbol espanyol de la Primera Divisió d'Espanya. Pertany al Comitè d'Àrbitres de la Comunitat de Madrid.

## Trajectòria
Després de cinc temporades en Segona Divisió aconsegueix l'ascens a Primera Divisió d'Espanya conjuntament amb el col·legiat de La Rioja César Soto Grado.

## Temporades
| Categoria          | País    | Any       | Partits |
| ------------------ | ------- | --------- | ------- |
| Segona Divisió "B" | Espanya | 2007-2014 | 102     |
| Segona Divisió     | Espanya | 2014-2019 | 99      |
| Primera Divisió    | Espanya | 2019-2023 |         |

## Premis
- Trofeu Guruceta Primera Divisió (1): 2020